# 小内巻込

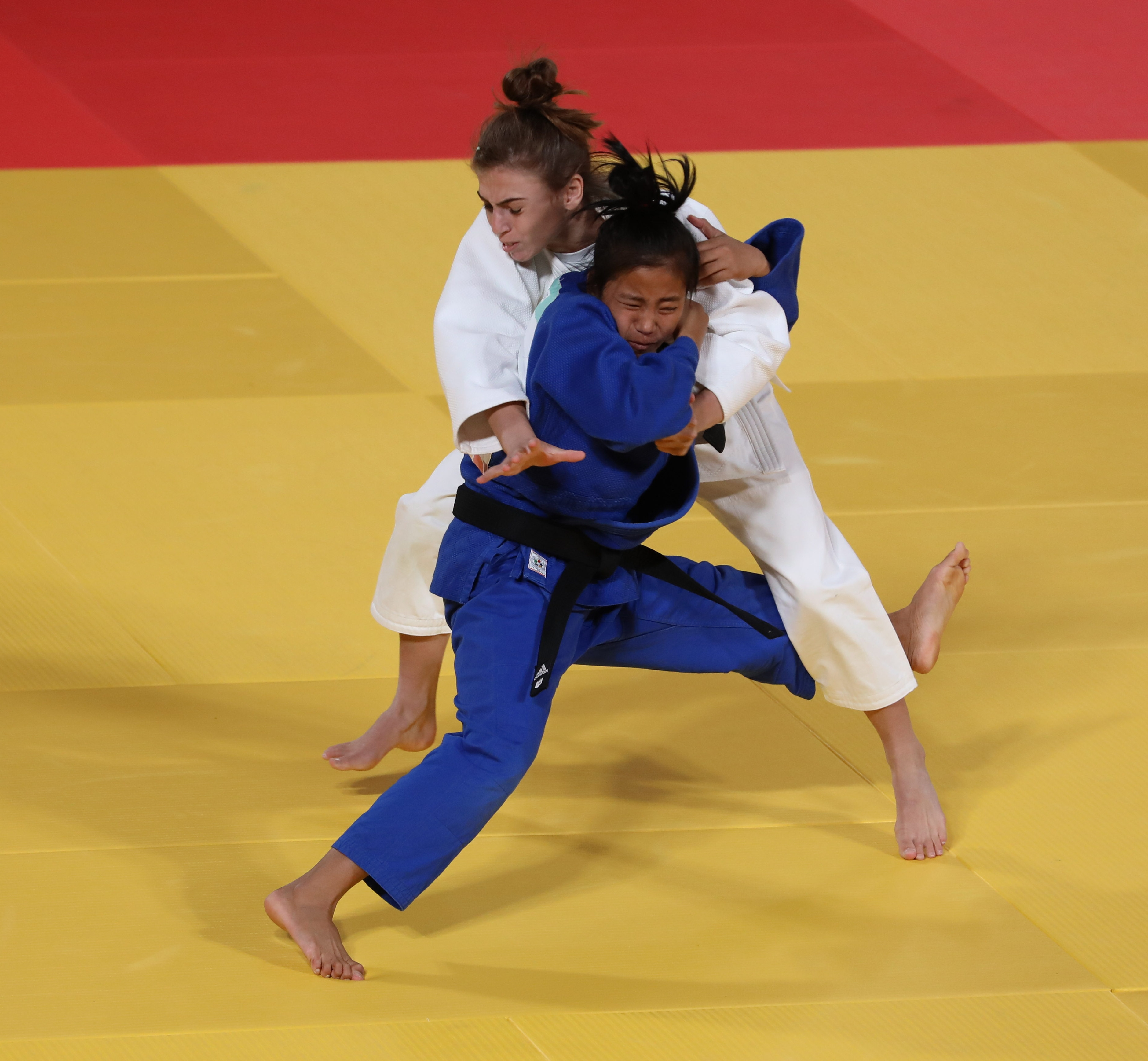
2018年ブエノスアイレスユースオリンピックでの相手の腕を一本背負投のように抱えながらの小内巻込

小内巻込（こうちまきこみ）は、柔道の投げ技の横捨身技の一つである。講道館や国際柔道連盟 (IJF) での正式名。IJF略号KUM。別名捨身小内（すてみこうち）、抱小内刈（だきこうちがり）、小内掛（こうちがけ）。異読「こうちまっこみ」。

## 概要
相手に上体を密着し、小内刈のように脚の内側を相手の脚の内から深く絡ませながら自ら体を捨て倒れ込みながら相手を後ろに倒す技。右組の場合、取は左手で受の右袖を引きつけながら右腋で受の右腿をはさみ、そのまま右脚で受の右脚を刈りながら、受の右袖と右脚を取の体に巻き付けるようにして倒れ込み、肩で相手を押し後方に倒す。また、腋で相手の腿や脚を挟まない、手で相手の脚を掴まない場合もあり、相手の腕を一本背負投のように抱えながら行う場合もある。
著名な試合では、リオデジャネイロオリンピック男子73 kg級決勝において、大野将平がルスタム・オルジョフに対して、この技で一本を取り、金メダルを獲得した。
踏み込んだ際に、小外刈、小外掛、大外刈、大外落に比べると、遊びが出来てしまい、相手に反撃されやすい。
2009年のルール改正で帯より下をつかむことが禁止されたため、脚を手で取る小内巻込は試合での使用が制限されることになった。連続技、返し技として使うことはできたが、審判の判断が難しかった。のちにこれらも禁止となった。なお、講道館審判規定で行われる試合においては、制限はない。

## 分類と名称
1982年の「講道館柔道の投技の名称」制定に際しては講道館では新名称の候補に「抱小内刈」として挙がったが足技の小内刈に含めることになり、独立した技名と認められず採用されなかった。1995年9月、千葉市での国際柔道連盟 (IJF) 総会でIJF教育委員会（佐藤宣践委員長）で検討してきた「小内巻込」を含む「技名称」を決定。2017年、多様化する技術への対応のために講道館技研究部で技名称の再検討を行った結果、IJFに合わせこの技を正式に認めることになった。
別名に「小内掛」があるが、小内刈の小内掛もある。